# 田島勝太郎 (商工官僚)

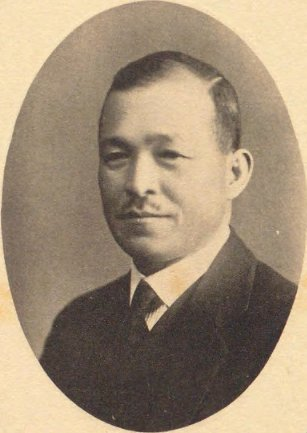
田島勝太郎

田島 勝太郎（たじま かつたろう、1879年（明治12年）8月10日 - 1939年（昭和14年）1月28日）は、日本の商工官僚。衆議院議員（立憲民政党）、逓信政務次官。

## 経歴
大分県日田郡中津江村（現在の日田市）出身。田島儀市の二男。1906年、東京帝国大学法科大学法律学科卒業。大学院に進学後、高等文官試験に合格し、農商務省に入省した。水産講習所教授兼水産局書記官、製鉄所事務官、製鉄所参事、農商務書記官兼製鉄所理事などを歴任し、外務書記官に転じた。また製鉄所在任中には八幡市の市会議長に推された。
1923年6月、東京市助役に招かれ、関東大震災の対応に尽力した。その後、東京鉱山監督局長、福岡鉱山監督局長を経て、1930年に商工次官に就任した。
翌年に退官すると、1932年の第18回衆議院議員総選挙に福岡2区から出馬し、当選。その後も第19回、第20回と連続当選を果たした。その間、第1次近衛内閣で逓信政務次官を務めた。
その他に大阪機械工作所株式会社の監査役を務めた。

## 栄典
- 1920年（大正9年）11月1日 - 勲四等瑞宝章[4]

## 著書
- 『山行記』（昭文堂、1926年）
- 『奥多摩 それを繞る山と渓と』（山と渓谷社、1935年）